# Wydział Nauk Społecznych Chrześcijańskiej Akademii Teologicznej w Warszawie
Wydział Nauk Społecznych ChAT – jeden z dwóch wydziałów Chrześcijańskiej Akademii Teologicznej w Warszawie. Ma siedzibę w gmachu Chrześcijańskiej Akademii Teologicznej w Warszawie przy ul. W. Broniewskiego 48. Prowadzone są w nim studia na kierunkach pedagogika i praca socjalna. Posiada uprawnienia do nadawania stopnia naukowego doktora w zakresie pedagogiki. Do 30 września 2019 nosił nazwę Wydział Pedagogiczny.

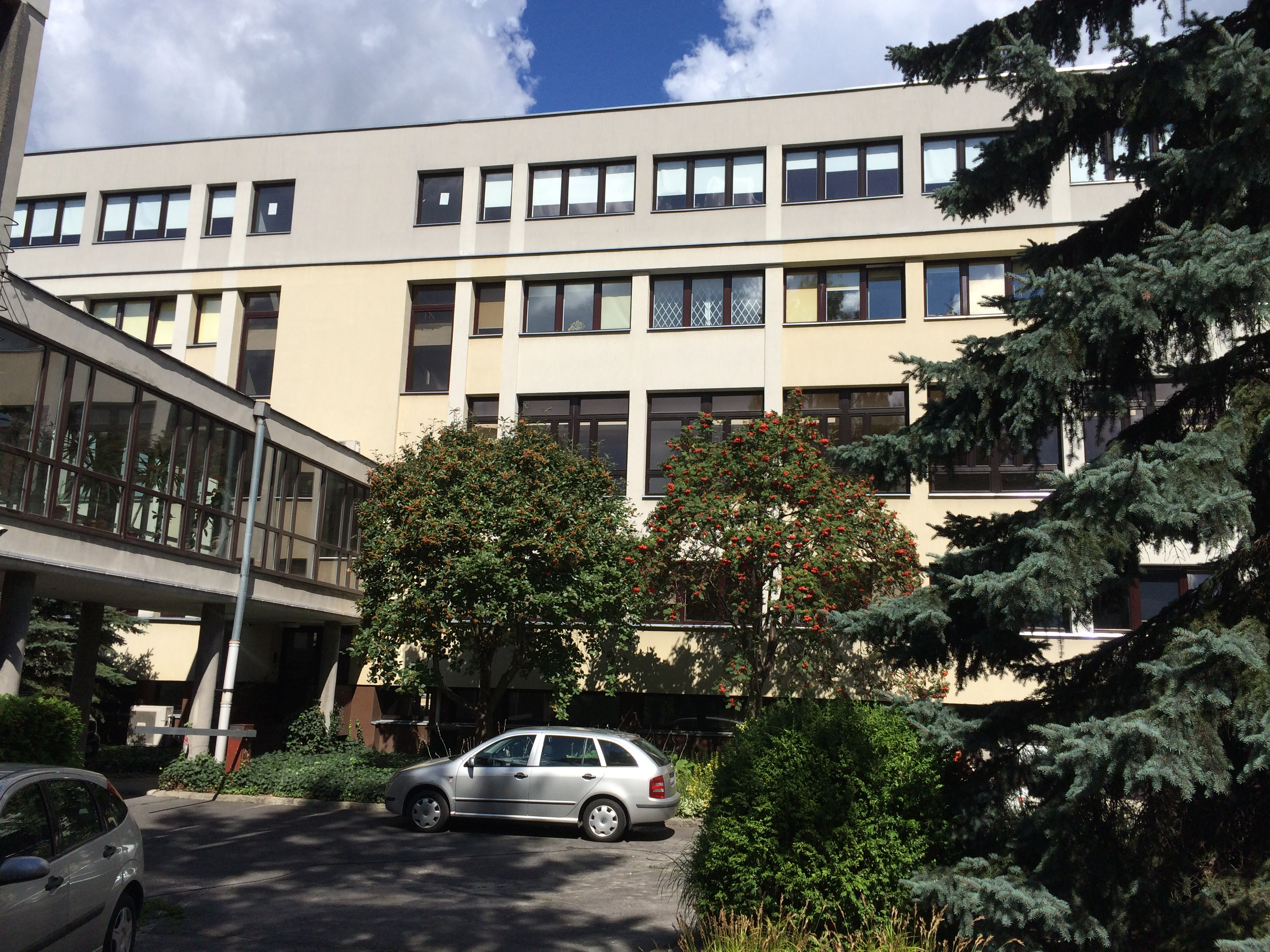
Dawna siedziba Wydziału Pedagogicznego ChAT w Centrum Luterańskim przy ul. Miodowej w Warszawie

## Geneza
Powstał w 2012 jako Wydział Pedagogiczny w wyniku wyodrębnienia z Wydziału Teologicznego ChAT, w którym studia na kierunku pedagogika prowadzono od 1996. Wcześniej w Wydziale Teologicznym istniał od 1991 Ekumeniczny Instytut Pedagogiczno-Katechetyczny, koordynujący organizację 4-letnich studiów magisterskich na kierunku teologia w zakresie pedagogiki religijnej. W Instytucie istniała od 1991 Katedra Pedagogiki kierowana przez prof. Danutę Gielarowską-Sznajder.
W 1998 Senat ChAT połączył Ekumeniczny Instytut Pedagogiczno-Katechetyczny ze Studium Pracy Socjalnej i utworzył Ekumeniczny Instytut Pedagogiczny. W latach 1998–2008 Instytutem kierował ks. prof. Bogusław Milerski, zaś w latach 2008–2012 prof. Janina Elżbieta Karney. Wykładowcami Instytutu byli m.in. profesorowie: Elżbieta Czykwin, Krzysztof Konarzewski, Irmina Mięsowicz, Bogusław Milerski, Jerzy Nikitorowicz, Renata Nowakowska-Siuta, Kazimierz Pospiszyl, Władysław Puślecki, Barbara Smoleńska-Zielińska, Sławomir Sztobryn, Mirosław Szymański, Bogusław Śliwerski, Tadeusz Jacek Zieliński. Kierownikiem Katedry Pedagogiki Szkolnej na Wydziale Teologicznym ChAT była w przeszłości również profesor Edyta Gruszczyk-Kolczyńska, zaś wieloletnim kierownikiem Katedry Pracy Socjalnej i Profilaktyki Społecznej była profesor Danuta Piekut-Brodzka. W 2005 w Instytucie studiowały łącznie 542 osoby.
Centralna Komisja do Spraw Stopni i Tytułów 30 września 2019 przyznała wydziałowi prawo do nadawania stopnia naukowego doktora w zakresie pedagogiki.
Z dniem 1 października 2019 wydział otrzymał nazwę Wydział Nauk Społecznych.

## Studia
W Wydziale prowadzone są obecnie następujące studia:
Studia I stopnia (licencjackie) na kierunku pedagogika w specjalnościach:
- Wczesna edukacja z pedagogiką opiekuńczą
- Wczesna edukacja z nauczaniem języka angielskiego w przedszkolu i klasach I-III
- Pedagogika resocjalizacyjna i międzykulturowa

Studia I stopnia (licencjackie) na kierunku praca socjalna w specjalnościach:
- Praca socjalna z rodziną
- Praca socjalna z seniorami

Studia II stopnia (magisterskie) na kierunku pedagogika w specjalnościach:
- Pedagogika szkolna z doradztwem zawodowym
- Pedagogika szkolna z terapią pedagogiczną
- Wczesna edukacja z terapią pedagogiczną
- Pedagogika społeczno-kulturowa
- Pedagogika resocjalizacyjna i profilaktyka społeczna

Studia podyplomowe:
- Pedagogika przedszkolna i wczesnoszkolna
- Przygotowanie pedagogiczne – kwalifikacje nauczycielskie
- Organizacja i zarządzanie oświatą
- Integracja sensoryczna z terapią dziecka z zaburzeniami ze spektrum autyzmu
- Wczesne wspomaganie rozwoju dziecka z metodyką pracy z dzieckiem z zaburzeniami ze spektrum autyzmu
- Asystent rodziny

## Uprawnienia naukowe
Od 30 września 2019 Wydział posiada prawo nadawania stopnia naukowego doktora w zakresie pedagogiki.

## Władze

### Władze dziekańskie Wydziału w kadencji 2024-2028
- ks. dr hab. Bogusław Milerski, prof. ChAT – dziekan Wydziału
- dr Izabela Kochan – prodziekan[7]

### Władze dziekańskie Wydziału w kadencji 2020–2024
- prof. dr hab. Renata Nowakowska-Siuta – dziekan Wydziału
- dr Izabela Kochan – prodziekan[7]

### Władze dziekańskie Wydziału w kadencji 2016–2020
- dr hab. Renata Nowakowska-Siuta, prof. ChAT – dziekan Wydziału
- dr Rafał Bodarski – prodziekan Wydziału[8]

## Samodzielni pracownicy naukowi wchodzący w skład Rady Wydziału w kadencji 2024-2028
- ks. dr hab. Bogusław Milerski, prof. ChAT - przewodniczący Rady
- dr hab. Stefan Tomasz Kwiatkowski, prof. ChAT – wiceprzewodniczący Rady
- prof. dr hab. Elżbieta Czykwin
- prof. dr hab. Tadeusz Jacek Zieliński
- ks. dr hab. Mirosław Michalski, prof. ChAT
- dr hab. Edyta Januszewska, prof. ChAT
- dr hab. Agnieszka Piejka, prof. ChAT
- dr hab. Marek Antoni Piotrowski, prof. ChAT[9]

## Poczet dziekanów
- od 2024: ks. dr hab. Bogusław Milerski, prof. ChAT
- 2016-2024: prof. zw. dr hab. Renata Nowakowska-Siuta
- 2012–2016: prof. zw. dr hab. Tadeusz Jacek Zieliński

## Struktura
- Katedra Dydaktyki i Pedagogiki Porównawczej – kierownik: dr hab. Marek Piotrowski, prof. ChAT
- Katedra Pedagogiki Religii i Teorii Wychowania – kierownik: ks. dr hab. Bogusław Milerski, prof. ChAT
- Katedra Pedagogiki Dorosłych i Socjologii Edukacji – kierownik: prof. dr hab. Elżbieta Czykwin
- Katedra Pedagogiki Społecznej i Kultury - kierownik: dr hab. Agnieszka Piejka, prof. ChAT
- Katedra Pedeutologii i Psychologii Wychowania - kierownik: dr hab. Stefan Kwiatkowski, prof. ChAT
- Katedra Prawa Publicznego i Polityki Społecznej – kierownik: prof. zw. dr hab. Tadeusz Jacek Zieliński[10]

## Czasopismo naukowe
W Wydziale powstaje czasopismo naukowe „Studia z Teorii Wychowania”, ukazujące się patronatem Komitetu Nauk Pedagogicznych Polskiej Akademii Nauk i wpisane na listę czasopism punktowanych przez Ministerstwo Nauki i Szkolnictwa Wyższego. Stanowi ono „płaszczyznę prezentacji rozpraw, wyników badań naukowych z zakresu nauk humanistycznych i społecznych, wolną od ortodoksyjnych przekonań, ukazującą szerokie, interdyscyplinarne spectrum problemów kształcenia i wychowania. Ukazujemy interesujące i nowatorskie rozwiązania metodyczne z zakresu pedagogiki i dyscyplin pokrewnych, zamieszczamy bibliografie tematyczne, recenzje i sprawozdania z konferencji naukowych.” Co roku ukazują się cztery zeszyty czasopisma. Redaktorem naczelnym jest prof. Bogusław Śliwerski.

## Współpraca międzynarodowa i instytucje partnerskie
- David Yellin College of Education w Jerozolimie[12]
- Evangelische Hochschule we Fryburgu Bryzgowijskim[13]
- Dom Spotkań z Historią
- Muzeum Historii Żydów Polskich[14]

Studenci i nauczyciele akademiccy Wydziału uczestniczą w programie Erasmus.
W Wydziale realizowany był projekt współfinansowany ze środków Europejskiego Funduszu Społecznego pt. „Chrześcijańska Akademia Teologiczna jako promotor integracji społecznej”, w ramach którego organizowane były zagraniczne wyjazdy studyjne dla nauczycieli akademickich.

## Lokalizacja
Wydział ma siedzibę w gmachu Chrześcijańskiej Akademii Teologicznej przy ul. Broniewskiego 48 w Warszawie. Pierwotnie mieścił się w Centrum Luterańskim przy ul. Miodowej 21 w Warszawie.